# اندیس خرانق۱
خرانق۱ یک اندیس فلزی است که در حوالی شهر خرانق استان یزد قرار دارد و مادهٔ معدنی موجود در آن، مس است.  